# Attaque de l'hôtel Byblos de Sévaré
Guerre du Mali
Batailles
L'attaque de Sévaré a lieu pendant la guerre du Mali. Le 7 août 2015, un groupe de djihadistes attaque l'hôtel Byblos à Sévaré.

## Déroulement
Le 7 août 2015, un commando de djihadistes se porte à l'ancien hôtel Byblos, résidence des expatriés travaillant pour la MINUSMA, généralement des pilotes et des mécaniciens. Un premier assaillant attaque le bus qui doit conduire les expatriés vers l'aéroport de Mopti. Il ouvre le feu sur le chauffeur qui prend la fuite à pied puis lance une grenade dans le véhicule, tuant deux personnes. L'homme entre ensuite à l'intérieur de la résidence,.
Sévaré est située en périphérie de Mopti, ville qui compte la plus importante garnison de l'armée malienne dans le pays. L'armée malienne est rapidement alertée, elle se déploie autour du bâtiment et engage une fusillade qui dure plusieurs heures. Trois soldats sont tués dans l'explosion de leur véhicule, causée par un engin explosif. 
Pendant la nuit, vers 4 ou 5 heures du matin, les forces spéciales de la gendarmerie malienne — le GIGN malien — finissent par lancer l'assaut sur la résidence. Elles ne tirent aucun coup de feu et constatent la mort de deux autres expatriés. Un dernier djihadiste encore en vie est abattu,,,.  
Officiellement, les forces spéciales françaises, basées à l'aéroport, n'interviennent pas. Des avions de la force Barkhane survolent cependant les lieux du combat,.
Le 9 août, des experts en antiterrorisme arrivent à Sévaré pour enquêter.

## Bilan humain
Le 7 août, le gouvernement malien publie un premier communiqué dans lequel il annonce que le bilan provisoire est de cinq soldats maliens tués, deux blessés, deux terroristes tués et sept suspects arrêtés.
Le 9 août, un nouveau communiqué est publié par le gouvernement ; le bilan « définitif » est désormais de quatre otages délivrés — deux Ukrainiens, un Russe et un Sud-Africain — quatre soldats maliens, quatre terroristes et cinq contractuels de la MINUSMA tués. Ces cinq dernières victimes sont un chauffeur malien, un Sud-Africain, deux Ukrainiens et un Népalais. Huit soldats maliens ont également été blessés et sept suspects arrêtés.
Quatre autres civils sont tués selon l'agence Reuters, ce qui n'est pas confirmé par d'autres sources. Et selon RFI, les quatre otages « délivrés » n'ont en réalité jamais été pris en otages et sont parvenus à rester cachés dans l'hôtel pendant toute la journée des combats. Les sept suspects ont quant à eux été arrêtés sur dénonciation de la population, ils sont soupçonnés d'avoir apporté des informations ou un soutien logistique aux assaillants. Mais toutes les personnes interpellées sont finalement relâchées.
Dans son rapport de septembre 2015, l'ONU donne un bilan de quatre morts et dix blessés pour l'armée malienne, ainsi que quatre sous-traitants de la MINUSMA et un civil malien tués.

## Revendication
Au lendemain de l'attaque, les autorités maliennes affirment suspecter la Force de libération du Macina,,. Le 10 août cependant, Al-Mourabitoune revendique l'attaque par un communiqué remis à Al Jazeera. Elle est aussi revendiquée le même jour à l'AFP par Souleyman Mohamed Kennen, un proche d'Amadou Koufa, le chef de la Force de libération du Macina. Également lié à Al-Mourabitoune, Kennen affirme avoir combattu dans la katiba de Mokhtar Belmokhtar en 2012. Pour RFI, ces deux revendications semblent indiquer qu'il existe des passerelles entre les différents groupes djihadistes,.
La Coordination des mouvements de l'Azawad réagit également le 9 août et condamne « l'attaque terroriste de Sévaré ».